# Угелли, Фердинандо
Фердинандо Угелли (итал. Ferdinando Ughelli, род. 19 марта 1596 г. Флоренция — ум. 19 мая 1670 г. Рим) — итальянский религиозный деятель, монах-цистерцианец, историк церкви в Италии.

## Биография
Ф.Угелли происходил из зажиточной, благородной семьи. В 1601 году он во Флоренции вступает в Цистерцианский орден. Учился в Риме, в иезуитской Коллегии Романо, которую Угелли успешно заканчивает в 1623 году. Среди его учителей следует назвать Франческо Пикколомини и Хуана де Луго-и-Кирога. Возвратившись на родину, Угелли становится руководителем аббатства Цистелло, затем, в 1628 году, аббатом в Сан-Гальгано около Сиены, в 1632 он возглавляет аббатство Нонантола, а в 1635 — монастырь Сан-Сальваторе-а-Сеттимо. С целью быть ближе к римским библиотекам, фонды которых Угелли были необходимы в его исторических исследованиях, он занимает пост генерала-прокуратора своего ордена при римской курии. По протекции кардинала Франческо Барберини он принимает место настоятеля монастыря Тре Фонтане. В то же время Ф.Угелли неоднократно отказывался от верховного поста в Цистерцианском ордене — генерала ордена. Время его назначения консультантом конгрегации Индекса запрещённых книг (Index Librorum Prohibitorum) точно неизвестно.
Главный научный труд по истории церкви, написанный Ф.Угелли — Священная Италия (Italia Sacra) — используется учёными и по сей день. В ней он описывает историю епископатов, созданных на территории материковой Италии, используя при этом многочисленные — в том числе не сохранившиеся — источники. Первое издание этого сочинения вышло в свет в Риме в 9 томах, между 1644 и 1662 годами. Дополненное издание последовало в 1717—1722 годах в Венеции. Рукописи и другие материалы и корреспонденция, на основании которых учёный подготовил свой исторический труд, находившиеся на хранении в библиотеке кардинала Ф.Барберини, с 1902 года входят в состав Fondo Barberini Ватиканской библиотеки. В ряде случаев материалы Ф.Угелли представляют редчайшие, чудом сохранившиеся рукописные документы.

## Сочинения
- Italia Sacra, sive De episcopis Italiae, et insularum adiacentium Rom (в 9-ти томах, 1644—1662).
- Italia Sacra, cura et studio Nicolai Coleti, 10 томов, (Venezia 1717—1722)
- Cardinalium elogia dell’Ordine cistercense (Firenze 1624)
- Imagines Columnensis familiae cardinalium (Roma 1650)
- Albero et istoria della famiglia dè conti di Marsciano (Roma, 1667)